# Escuela especializada en bellas artes Pablo Casals
La Escuela Especializada en Bellas Artes Pablo Casals también conocida como EEBAPC es una  escuela especializada en Bellas Artes en la comunidad Bayamon Gardens ubicada en Bayamón, Puerto Rico.
Pertenece a la Unidad de Escuelas Especializadas del Departamento de Educación de Puerto Rico. Se diferencia de otras escuelas públicas de Puerto Rico en el sentido de que todos los estudiantes deben tomar pruebas estandarizadas para entrar y mantenerse en la escuela, además de mantener un promedio excelente (3.50). En esta escuela se le ofrece un currículo diferenciado, dando énfasis al estudio independiente y toman cursos de Artes visuales, Teatro, Danza y Música. Cuenta con una facultad altamente preparada con grados de maestría y estudios doctorales.

## Misión
Proveer una educación de excelencia mediante un programa educativo que responda a los talentos individuales de los estudiantes con un contenido curricular especializado en Bellas Artes (Danza, Teatro, Artes Visuales y Música) y un currículo académico integrado a la especialidad.